# 田中みずき (ペンキ絵師)
田中 みずき（たなか みずき、1983年 - ）は、日本のペンキ絵師。大阪府出身。中島盛夫、丸山清人とともに、現役で活動中の3人のペンキ絵師の一人である。

## 来歴
大阪府生まれ、東京都育ち。筑波大学附属高等学校、明治学院大学文学部芸術学科卒業。明治学院大学大学院文学研究科芸術学専攻博士前期課程修了。大学では美術史を専攻し、現代美術に関心を持ち、福田美蘭や束芋の作品を好んだ。この両名は銭湯をモチーフにした作品を制作しており、卒業論文のテーマ探しをきっかけに訪れた銭湯でペンキ絵の存在を知る。ペンキ絵の世界に魅力を感じ、技術を途絶えさせてはならないと考え、2004年に現代の名工の一人である中島盛夫に弟子入りを志願した。銭湯の軒数の減少から収入の見通しの立てにくい仕事であり、中島は他の仕事との兼業を条件に田中を受け入れた。美術関連の出版社で働く傍ら見習いを続けたが、ペンキ絵師に専念したい思いから1年半ほどで退職。初めの3年間は空と雲だけを描いたが次第に岩や樹木なども任され、7年目には壁全面を一人で制作した。2013年には9年間の下積みを終えて独立。同年、便利屋を営む男性と結婚。足場の設置などで協力して作業を行う。

## 作品
2013年に独立してから2018年までに延べ100軒余りの銭湯で描いてきた。
大阪のスーパー銭湯では葛飾北斎の浮世絵風の注文があったが、館内はアジアンリゾートの雰囲気であった。そのため、浮世絵風、スタンダードな富士山、アジアンリゾートをイメージした色調の富士山の3種類を提案し、その結果、アジアンリゾート風の作品が選ばれた。熊本県人吉市の旅館では、主人が案内してくれた観光名所を盛り込んだ作品を仕上げた。2016年には7月から11月までの期間限定で、大田区の黒湯温泉で『シン・ゴジラ』をモチーフにしたペンキ絵を手掛けた。